# Список умерших в 668 году

## Июль
- 22 июля — Святой Вандриль — первый аббат Фонтенельского монастыря (649—668); святой, почитаемый Римско-католической (день памяти — 22 июля) и православными церквями.

## Сентябрь
- 15 сентября — Констант II (37) — византийский император (641—668).

## Дата смерти неизвестна или требует уточнения
- Йодок — бретонский дворянин; почитается святым, хотя и не был канонизирован.
- Мизизий, византийский узурпатор, правивший на Сицилии (668—668/669).
- Муйрхертах Нар — король коннахтского септа Уи Фиахрах Айдне (666—668), возможно, король Коннахта.
- Ферг мак Крундмайл — король Айлеха (660—668).
- Фиакр — ирландский отшельник, основатель французского аббатства (abbaye de Saint-Fiacre) в городе Мо; святой, покровитель садовников и извозчиков.
- Чжиянь — второй патриарх китайского буддизма махаянской школы Хуаянь.